# Pseudempusa pinnapavonis
Pseudempusa pinnapavonis är en bönsyrseart som beskrevs av Brunner 1892. Pseudempusa pinnapavonis ingår i släktet Pseudempusa och familjen Mantidae. Inga underarter finns listade i Catalogue of Life.